# Єне Лігеті
Єне Лігеті  (угор. Ligeti Jenő, нар. 15 листопада 1905, — пом. 28 грудня 1967) — угорський футболіст, що грав на позиції захисника. Також відомий як Єне Леві (угор. Löwy Jenő) і Емануеле Леві (італ. Emanuele Löwy).

## Клубна кар'єра
Розпочинав кар'єру в італійському клубі «Луккезе». Далі виступав у складі «Лаціо», де в 1926-27 роках виконував функції граючого тренера.
В Угорщині грав за команду «Будаї 11», зі складу якої в 1930 році був викликаний до збірної Угорщини на матч проти збірної Австрії, що завершився перемогою угорців 3:2.
З 1930 по 1933 роки грав за команду «Уйпешт», у складі якої двічі ставав чемпіоном Угорщини, хоча й не був гравцем основного складу (2 і 1 матчі в чемпіонських сезонах 1931 і 1933 років відповідно).

## Досягнення
- Чемпіон Угорщини: 1930–31, 1932–33
- Срібний призер Чемпіонату Угорщини: 1931–32

## Статистика виступів за збірну
| Дата       | Місто  | Господарі | Результат | Гості    | Турнір           | Голи | Примітки |
| ---------- | ------ | --------- | --------- | -------- | ---------------- | ---- | -------- |
| 21/09/1930 | Відень | Австрія   | 2 – 3     | Угорщина | товариський матч | -    |          |
| Усього     |        | Матчів    | 1         |          | Голів            | 0    |          |